# Le Bon, la Brute et le Cinglé
Cet article possède un paronyme, voir Le Bon, la Brute et le Truand.
Pour plus de détails, voir Fiche technique et Distribution.
Le Bon, la Brute et le Cinglé (hangeul : 좋은 놈, 나쁜 놈, 이상한 놈, RR : Joheun nom, Nappeun nom, Isanghan nom) est un film d'aventure western sud-coréen réalisé par Kim Jee-woon, sorti en 2008.

## Synopsis
Le film se déroule dans les années 1930 en Mandchourie sur fond d'invasion japonaise.
Un riche homme d'affaires est en possession d'une carte mystérieuse qu'il vend à un banquier japonais. Pour en récolter tous les bénéfices, il paie Chang-yi, le plus célèbre tueur de la région, pour la récupérer par la force des armes. Mais lorsque celui-ci attaque le train où se trouve la carte, un voleur fou, Tae-goo, l'a devancé et a récupéré cette carte sans en connaître la valeur réelle. Dans le train se trouve aussi Do-won, un célèbre chasseur de primes, pour qui la traque des deux bandits commence.

## Fiche technique
- Titre : Le Bon, la Brute et le Cinglé
- Titre original : 좋은 놈, 나쁜 놈, 이상한 놈 (Joheun nom, Nappeun nom, Isanghan nom)
- Titre anglais : The Good, the Bad, the Weird
- Réalisation : Kim Jee-woon
- Scénario : Kim Jee-woon et Min-suk Kim
- Photographie : Lee Mo-gae
- Montage : Nam Na-yeong
- Musique : Dalparan et Chan Young-gyu
- Production : Jae-Won Choi
- Sociétés de production : Barunson Co. Ltd. et Grimm Pictures
- Société de distribution : CJ Entertainment
- Pays d'origine : Corée du Sud
- Langues originales : coréen, japonais et mandarin
- Genre : aventure, comédie et western
- Durée : 139 minutes
- Format : couleurs (quelques scènes en noir et blanc) - 35 mm  - 2,35:1 - Dolby Digital EX
- Dates de sortie :
  - France : 24 mai 2008 (Festival de Cannes), 17 décembre 2008 (sortie nationale)
  - Corée du Sud : 17 juillet 2008

## Distribution
- Jeong Woo-seong (VF : Fabrice Josso) : Park Do-won (le Bon)
- Lee Byung-hun (VF : Gilles Morvan) : Park Chang-yi (la Brute)
- Song Kang-ho (VF : Stéphane Ronchewski) : Yoon Tae-goo (le Cinglé)
- Yoon Je-moon (VF : Julien Meunier) : Byeong-choon
- Ryu Seung-su (VF : Jérôme Berthoud) : Man-gil
- Ma Dong-seok (VF : Vincent Grass) : le Barbu
- Ryu Chang-sook (VF : Laurence Bréheret) : la grand-mère
- Oh Dal-soo (VF : Olivier Chauvel) : Messager de Kim Pan-joo

## Accueil

### Accueil critique
En France, le site Allociné propose une moyenne de 3,9⁄5, d'après l'interprétation de 21 critiques de presse.

### Box-office
- Le Bon, la Brute et le Cinglé est le film le plus cher de l'histoire du cinéma sud-coréen avec un budget de 10 000 000 de dollars[2] et fut regardé par près de 7 000 000 de spectateurs en Corée du Sud. Son audience fut plus confidentielle en France (plus de 102 000 entrées en fin d'exploitation[3]).

## Autour du film
- Le réalisateur a voulu par ce film rendre hommage à Sergio Leone et au western en général. La scène où Chang-yi (Lee Byung-hun) tire à plusieurs reprises sur le chapeau de Tae-goo (Song Kang-ho) fait référence au film Et pour quelques dollars de plus dans lequel Le Manchot (Clint Eastwood) fait de même avec le chapeau du Colonel (Lee Van Cleef), et la scène du duel fait quant à elle référence à la célèbre scène de Le Bon, la Brute et le Truand entre Clint Eastwood, Lee Van Cleef et Eli Wallach, film auquel le titre lui-même fait explicitement référence.
- Le film a été projeté hors compétition au 61e Festival de Cannes en mai 2008.